# A14-es autópálya (Ausztria)

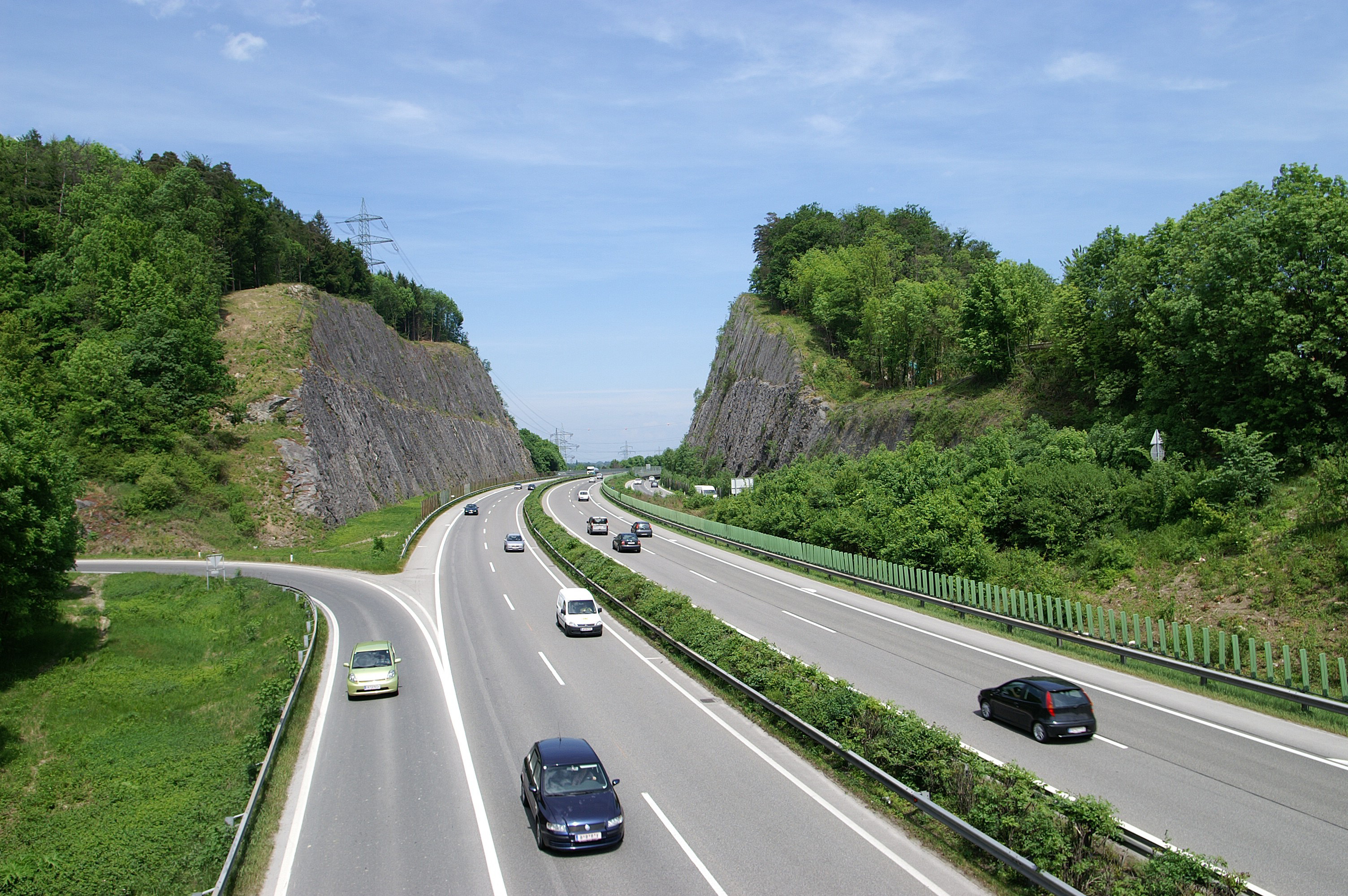
Az A14-es valahol a 30-as kilométernél, Koblach és Götzis között

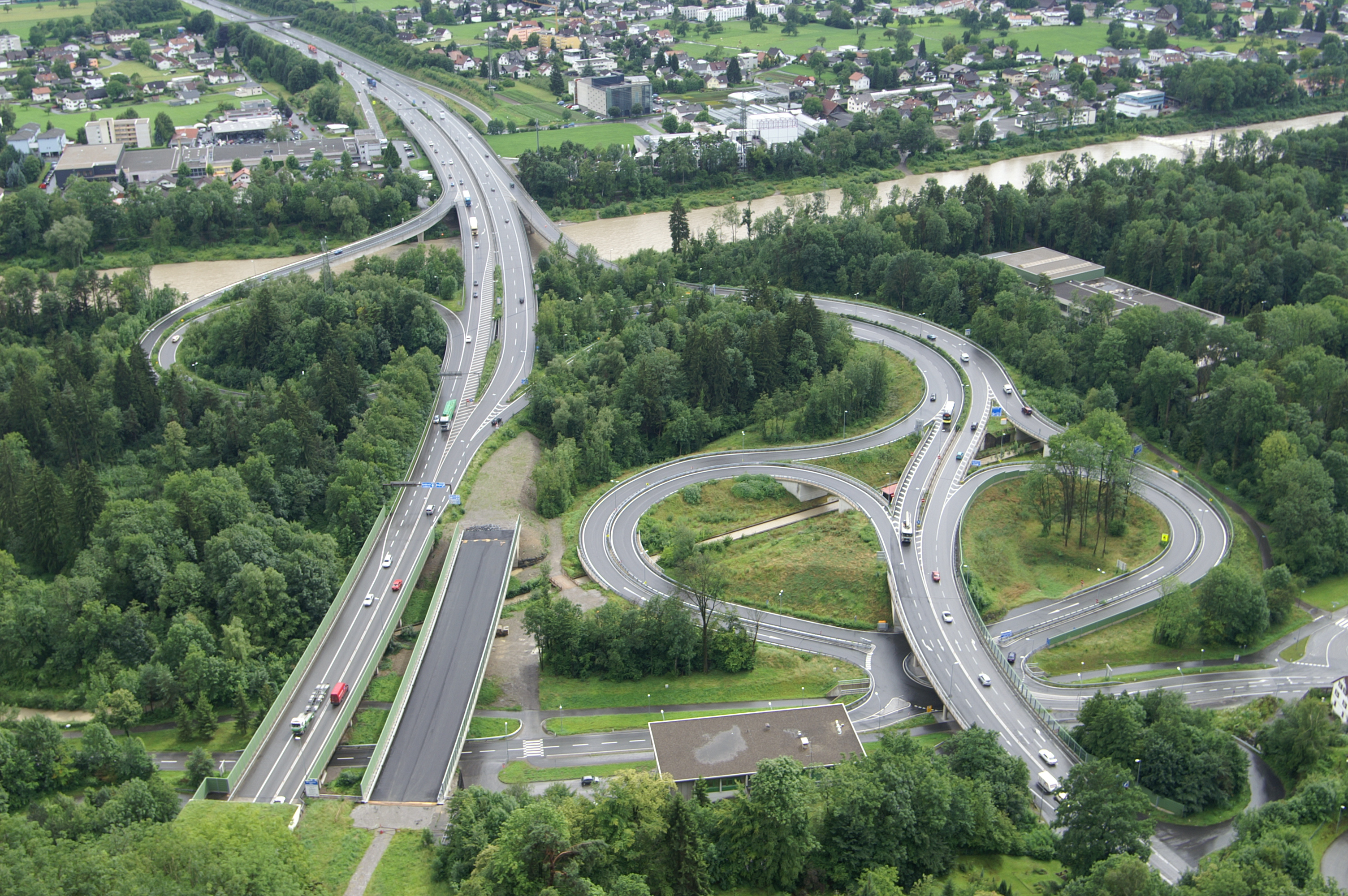
A Rheintal/Walgau Autobahn Bregenznél (9. kilométerszelvény)

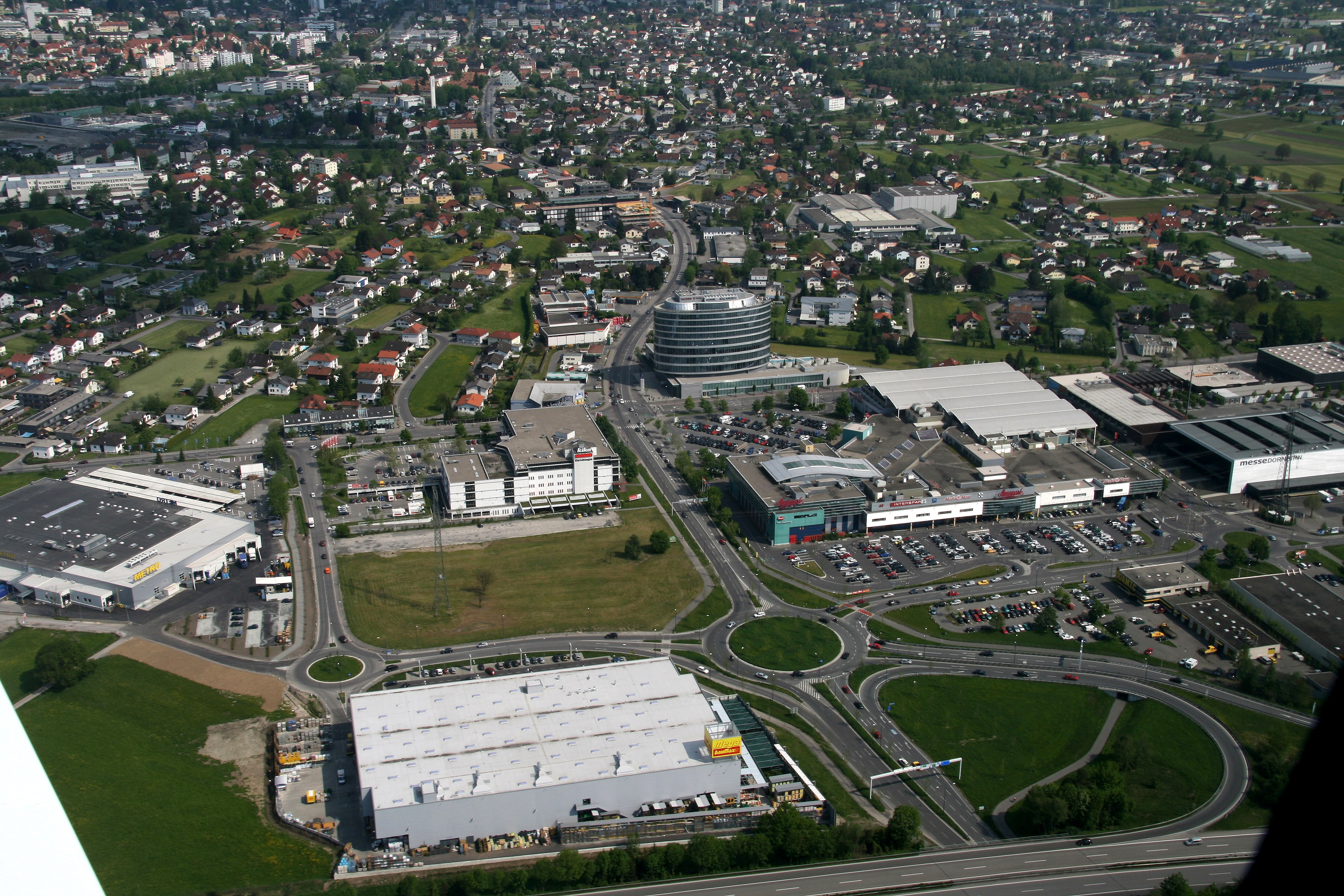
A 18-as kijárat, Dornbirn-Süd

Az A14-es autópálya (németül: Rheintal/Walgau Autobahn) egy autópálya Ausztria nyugati részén. Összeköttetést biztosít a német és az osztrák gyorsforgalmi úthálózatok között. Az autópálya folytatása Ausztriában az S16-os, közismertebb nevén Arlberg Schnellstraße. 2006-ig az A14-es autópálya hivatalos neve Rheintal Autobahn volt. Vorarlbergben Rheintal Autobahn lett, gyakran a tényleges Rheintal szakasz fekszik az A14-esen (tehát a Hörbranz–Feldkirch szakasz), a walgauit részt (Feldkirch–Bludenz) nemhivatalosan Walgau Autobahnnak nevezik. Így lett az autópálya teljes és új neve: Rheintal/Walgau Autobahn.

## Története
A német A96-os autópályától indul déli irányba. Az országhatárt Hörbranznál építették meg. Itt a Rheintal vidékén, az Alpokon halad át, és ér el Innsbruckhoz. Az út teljes hossza 63,4 km. Az autópálya megépítése a ’30-as évek közepén vetődött fel. Az első tanulmányok a szocialista elhatározások idejében készültek, a HaFraBá-val (Hamburg–Frankfurt–Bázel autópálya) egyidejűleg. Ezt az autópályát is az ASFiNAG tartja fenn.

## Fordítás
- Ez a szócikk részben vagy egészben a Rheintal/Walgau Autobahn című német Wikipédia-szócikk fordításán alapul.  Az eredeti cikk szerkesztőit annak laptörténete sorolja fel. Ez a jelzés csupán a megfogalmazás eredetét és a szerzői jogokat jelzi, nem szolgál a cikkben szereplő információk forrásmegjelöléseként.